# ДМБ
«ДМБ» — фильм Романа Качанова (2000 год, Россия).
Премьеры фильма прошли в кинотеатре «Пушкинский», Центральном доме кино, фильмом «ДМБ» открылся первый многозальный кинотеатр в России — «Каро» на Шереметьевской улице в Москве. Телепремьера фильма состоялась в том же году на телеканале «РТР».
По опросу журнала «Афиша» фильм включён в 100 главных русских фильмов с 1992 по 2013 годы

## Сюжет
На призывном пункте судьба сводит троих совсем не похожих друг на друга парней. Первый — студент, отчисленный из института за секс с женой декана прямо в аудитории. Второй — рабочий с завода, устроивший пожар в цехе. Третий — игрок, проигравший в казино крупную сумму чужих денег. В армии до момента принятия присяги их всех ждут самые невероятные похождения и приключения. Фильм разбит на 4 новеллы с прологом, связанные общим последовательным сюжетом.

### Пролог
Повествование во всём фильме ведётся закадровым голосом Гены Бобкова, который начинает свой рассказ с того, как ловили призывников в 1990-х годах. Армия, по словам повествующего, не брезговала никем: идиотами, придурками, трусами, чудаками, сектантами, симулянтами и калеками — со всеми ними находил общий язык военком, изрекая при этом приличествующие случаю мудрые сентенции о Присяге, Долге и Человеке (подразумевая под ним Военного человека — в погонах и с кокардой).
Слесарь-инструментальщик Анатолий Пестемеев устроил пожар на своём заводе, и его старший напарник советует ему уйти в армию, чтобы избежать уголовной ответственности. Любвеобильный студент Владислав Каширский соблазнил молодую преподавательницу, но оказалось, что она жена декана, который застиг их врасплох занимающимися сексом в аудитории; в итоге студент отправился в армию, а молодая жена — к своей маме. А сам Гена Бобков, проиграв в казино крупную сумму взятых в долг денег, решает скрыться в армии от своих кредиторов (братьев Улугбека и Махсуда Алиевых — лиц кавказской национальности, занимающихся ресторанным бизнесом).
В отличие от этих троих, которые рассматривали армию как временное убежище от своих проблем, остальные показанные в прологе призывники пытались тем или иным способом уклониться: один купил на чёрном рынке галоперидол, чтобы вместо армии попасть в психиатрическую больницу, но от употребления препарата ему наоборот очень сильно захотелось пойти служить в армию, и молодой человек вместе со своей галлюцинацией по имени «Чебурашка-который-ищет-друзей» (является своеобразной отсылкой к деятельности отца режиссёра, мультипликатора Романа Качанова-старшего) пришёл вместо психбольницы в военкомат, причем ночью и пытался при этом сломать ворота; другой пытался симулировать энурез, но военком личным примером показывает, что это в текущий момент не такая уж и проблема; также группа молодых людей-кришнаитов пыталась доказать свои пацифистские убеждения, но и для них военком нашёл в армии место — войска РХБ защиты, где не нужно стрелять.

### На сборном пункте(без названия)
Бобков всем своим видом стремится в армию, несмотря на явные проблемы с желудком (его часто тошнит и рвёт по разным причинам): он единственный прибывает на распределительный пункт трезвым (остальных призывников выносят из автобуса и складывают во дворе штабелем); за кадром Гена объясняет, что он пошёл в армию «по духовным соображениям». Он демонстративно спрашивает, где берут в «морские котики», но главное — не в стройбат, потому что не выносит бесплатного физического труда. На предложение откосить он отвечает, что косить нужно дома, что армия — источник опыта и физического здоровья, и советует для уклонения съесть битого стекла. Ему дают стакан бормотухи, считая, что тот бредит и так его «отпустит», Бобков выпивает его и тут же падает. Далее показывается сцена из работы сборного пункта: под плотной завесой табачного дыма  одни призывники пьют непонятный алкоголь, другие звонят домой, третьи играют на гитаре и в карты и т.д. С призывниками приходит пообщаться бравый генерал-ветеран («с медалями чуть ли не за взятие Шипки»), который угощает всех принесённой самогонкой; судя по дальнейшим разговорам, ветерана в итоге «повязали» в вытрезвитель. Далее всех по очереди начинает вызывать на разговор особист-контрразведчик, который то угрожает, то предлагает призывникам взятки; после разговора с ним все выходили задумчивыми, а впечатления от разговора всегда были противоречивыми. Бобкову он предложил стать осведомителем «по выявлению неблагонадёжных элементов в армии», на что Бобков тут же доложил о наличии «газов» у дежурного офицера. После его приёма Бобков запивает непонятные таблетки бормотухой и теряет сознание на 4 дня.
Пребывание на сборном пункте заканчивается формированием команды из трёх «друзей по несчастью»: Бобкова, которого не могли разбудить все эти дни; Каширского, которого специально никуда не отправляли, чтобы было кого заставить вытирать с пола, если Бобкова снова вырвет (из-за чего тот впоследствии стал испытывать к нему неприязнь); и Пестемеева, у которого по вине военных потерялись документы (позже были обнаружены у медбрата). Гена знакомит зрителя с историей про то, как убедил двух предпринимателей братьев Алиевых в том, что знает, как быстро и с хорошим наваром обернуть вложенные деньги, но в итоге пошёл в казино, где после нескольких выигрышей, проиграл почти весь их капитал, что и стало причиной его побега в армию. Тем временем за призывниками прибывает долгожданный «покупатель» — прапорщик Казаков.

### «Дикий прапор»
Новелла описывает общение призывников с прапорщиком Казаковым на пути от сборного пункта до воинской части города X. На пути к вокзалу прапорщик выпрашивает у них деньги, у Каширского по такому случаю нашлась пачка долларов. Неизвестно, на что Казаков хотел потратить деньги, но, по инициативе Бобкова, призывники, вместе с прапорщиком, пошли в ресторан, где хорошо поели и выпили. Изрядно набравшегося Казакова обнаруживает военный патруль. Бобков, для которого попасть в армию было вопросом жизни и смерти, говорит старшему патруля, что если прапорщика заберут в комендатуру, то им останется только разбежаться по домам, и тогда армия недосчитается трёх солдат. Офицер патруля принимает это во внимание и, выпив с Казаковым по стакану водки, уходит, а прапорщик окончательно теряет сознание и статус возможного дебошира, которого и должен был остановить патруль.
Друзья сами нашли билеты на теплоход и документы на распределение в РВСН и отправились на речной вокзал, неся Казакова на плече. Периодически тот просыпался и пытался убежать от призывников, и потому получил кличку «Дикий прапор» (за безрассудное поведение в пьяном виде, неподобающее военному). Сев на теплоход и погрузив прапора, герои допили остававшееся у них пиво, а Бобков придумал себе и товарищам армейские прозвища: Пестемеев стал «Бомбой» (по словам Бобкова, «за вспыльчивость»; на деле — из-за комплекции), Влад — «Штыком» (по словам Бобкова, «за стройность»; на деле — за пристрастие к сексу), а сам Гена назвал себя «Пулей» (по словам Бобкова, «потому что в цель»; на деле — за дурное свойство попадать в разные неприятности). Пока в пути парни смотрели на воду и мечтали о подвигах, прапор сбежал из каюты, сорвал штурвал, и чуть не расстроил свадьбу новых русских, которую гуляли на верхней палубе.

### Затрещина
Рассказ о первых опытах общения новоиспечённых солдат со старослужащими. Прибывших в военную часть героев ведут в баню, где стригут под ноль и переодевают в военную форму. Далее друзья самостоятельно учатся пришивать подворотнички и наматывать портянки (только «Бомба» это умел изначально), а затем «ду́хи» (армейские новички) окунаются в новый и недружелюбный для себя мир. Пытаясь держать себя достойно, они всё равно получают первые синяки от «дембелей» во главе со  старшим сержантом Лавровым. Получив в лазарете вместо нормальной помощи клизму, друзья возвращаются к ночи в казарму и вынуждены играть в «дембельский поезд». Под утро сонные герои роняют Лаврова с кровати вниз на раскалённый напольный обогреватель, что приводит как сержанта, так и побитых его товарищами «духов» в лазарет. Второй визит в лазарет оказался более продолжительным, и дембелю Лаврову пришлось даже подружиться с «духами», ибо дружить ему не с кем. Тем не менее «духи» стали полностью «своими» после визита в воинскую часть братьев Алиевых — «спонсоров» Гены Бобкова. Они вызнали место его пребывания и надеялись вернуть свои деньги, однако после общения с военнослужащими сами остались без сознания, денег, передних зубов, ценных вещей и золотых украшений.

### Хряк-самурай
Рассказ о приключениях героев на подсобном хозяйстве, куда их и каптёра-токсикомана Геру Либермана отправили для организации отдыха командира части генерал-майора Талалаева, известного в воинской части как «Батя» и его друзей — генерал-лейтенанта ВВС и контр-адмирала Семёныча.
Так как питание там для бойцов не было предусмотрено, то «Бомба» и «Штык» разбредаются по окрестностям в поисках еды. «Штык» сразу знакомится на местном кладбище со вдовой Ларисой и занимается с ней сексом в склепе, после чего та рассказывает о нём своим подругам, не единожды «вдовам», от чего тот становится популярной личностью у местных несчастных женщин. «Бомба» смастерил деревянную клетку и пытался использовать её как ловушку для собак. «Пуля» же остался с каптёром, который рассказывал о себе и своих странных философских взглядах. Поужинав едой, найденной «Штыком» на кладбище, герои отправились спать. Ночью Либерман развлекает Бобкова, проснувшегося от кошмара (ему приснились братья Алиевы на плоту), байкой про «Чёрного дембеля».
Главным героем этой новеллы становится хряк, привезённый для использования в качестве живой мишени, но в итоге съеденный голодным «Бомбой» (попытки приманить бродячих собак оказались тщетными). По приезде гостей роль мишени — хрюкать и убегать ползком по кустам от генеральского пулемёта — приходится исполнять самому «Бомбе». Благо, что Талалаеву быстро надоедает стрельба, и весь вечер за «подранком» будет бегать контр-адмирал, вооружённый кортиком. Даже подобравшись близко, пьяный контр-адмирал так и не признал в живой цели человека — он даже подумал, будто бы это «мутант», получившийся от экспериментов с химическим оружием в воинской части под командованием Талалаева, за что был обезоружен и получил синяк под глазом.
Тем временем «Пуля» развлекает Талалаева игрой в русскую рулетку, ошибочно думая, что вынул все патроны из револьвера, а генерал-лейтенант ВВС беседует о космосе и НЛО с каптёром, нюхающим ради токсического опьянения платок, смоченный в авиационном керосине. И только «Штык» всё это время был не с друзьями и генералами, а получал удовольствие от секса с местными вдовами на кладбище.
Закончилось всё в итоге благополучно, и в финале фильма всех привели к присяге, на папке по которой читают присягу герб СССР,  а Гена Бобков за кадром констатирует, что русский солдат никогда не сдаётся, так как ему нечего терять.

## В ролях
- Пётр Коршунков — рядовой Геннадий Романович Бобков («Пуля»)
- Станислав Дужников — рядовой Анатолий Васильевич Пестемеев («Бомба», «Федя[7]»)
- Михаил Петровский — рядовой Владислав Михайлович Каширский («Штык»)
- Сергей Арцибашев — прапорщик Николай Казаков («Дикий прапор»)
- Сергей Галкин — начальник распределителя, полковник
- Олег Пащенко — военком
- Иван Охлобыстин — особист-контрразведчик
- Виктор Павлов — генерал-майор Талалаев («Батя»)
- Александр Белявский — контр-адмирал Семёныч
- Юозас Будрайтис (озвучивание: Рудольф Панков) — генерал-лейтенант ВВС
- Владимир Шаинский — генерал-ветеран
- Александр Тютин — капитан ВВС, сопровождающий генерала-ветерана
- Александр Дедюшко (озвучивание: Владимир Вихров) — майор, начальник военного патруля
- Роман Качанов (озвучивание: Владимир Вихров) — каптёр-токсикоман Гера Либерман
- Михаил Владимиров — старший сержант Лавров
- Сергей Габриэлян — ефрейтор Александр Петрович Галагура
- Екатерина Лапина — прапорщик Карнаухова
- Мисак Геворкян — бизнесмен Махсуд Алиев
- Владимир Майсурадзе — бизнесмен Улугбек Алиев
- Олег Кассин — официант
- Алексей Панин — «Пыса»[8]
- Иван Агапов — Виктор Эдмондович Башмаков («дядя Витя из Ерденьево», родственник «Пысы»)
- Дмитрий Мухамадеев — призывник, употреблявший галоперидол («Малыш»)
- Оксана Сташенко — Лариса, вдова
- Валерий Иваков — «Чёрный дембель»
- Александр Боровиков — «Чёрный прапор»
- Владимир Сычёв — стюард на теплоходе «Рихард Зорге»
- Нина Персиянинова — женщина в ресторане
- Даниил Белых — фельдшер
- Валерий Трошин — кришнаит
- Михаил Борисов — солдат-«тунгус»[9] в санчасти, больной ветрянкой
- Григорий Саввич Топоров -  серебряный призер чемпионата Европы по метанию молота

## Съёмочная группа
- Режиссёр: Роман Качанов
- Авторы сценария: Роман Качанов, Иван Охлобыстин
- Оператор: Анатолий Сусеков
- Художник: Екатерина Залетаева
- Композитор: Павел Молчанов

## Саундтрек
В саундтрек фильма вошли песни рок-групп «Бахыт-Компот», «Тайм-Аут», «Крематорий», «Манго-Манго» и других.
- Песня Сергея Жарикова «Идёт хороший человек» — кавер-версия одноименной песни группы ДК.
- Песня «Русский ренессанс» московской рок-группы «Тупые». Автор текстов — Дмитрий Голубев.

1. Манго-Манго — ДМБ
2. Бахыт-Компот — Невеста Серёжина
3. Виталий Гасаев — Мама, не ругай
4. Тайм-Аут — Коммерческий вальс
5. Иван Купала — Сваточки
6. Иван Купала — Коляда
7. Бахыт-Компот — Чёрный дембель
8. Крематорий — Песня старого хипа
9. Тайм-Аут — Жертвы научной фантастики
10. Дмитрий Голубев — Русский ренессанс
11. Ундервуд — Гагарин, я вас любила!
12. Крематорий — Дискотека на улице Морг
13. Манго-Манго — Пули свистят
14. Виталий Гасаев — Дембеля (народная)
15. Паровоз — Идёт хороший человек
16. БадлоV — Опа
17. Крематорий — Танец маленьких свиней
18. Golden Guitar Favorites — La Cucaracha

## Оценки
В 2000 году фильм участвовал в ряде российских и международных фестивалей. На фестивале «Кинотавр» фильм получил приз ФИПРЕССИ (Международной федерации кинопрессы) с формулировкой:

За юмор и ироничный взгляд на российское общество, который помогает преодолеть трагедии повседневной жизни и может открыть двери в новый кинематограф.
Оригинальный текст (англ.)For its humour and for the ironic look on Russian society which allows to overcome tragedies of everyday life and might open doors to the new cinema
— FIPRESCI
Фильм получил приз Гильдии кинокритиков России «Белый слон».
Режиссёр Алексей Учитель скептически отнёсся к признанию фильма Гильдией кинокритиков России и Международной федерацией кинопрессы. Его мнение разделяет критик газеты «Коммерсантъ» Лидия Маслова:

Справедливое нарекание въедливого Учителя вызвало награждение фильма Романа Качанова «ДМБ» призом гильдии киноведов и кинокритиков и призом ФИПРЕССИ. «Оказывается, критики любят анекдоты. Я учту это в следующий раз», — пообещал Учитель. Действительно, объяснить награждение «ДМБ» чем-то ещё, кроме любви к грубому солдатскому юмору, затруднительно — никакой кинематографической ценности эта картина не представляет, а что в ней поняли иностранные критики, вообще загадка.
— Лидия Маслова, «Коммерсантъ»
По опросу журнала «Афиша» фильм включён в 100 главных русских фильмов с 1992 по 2013 годы.
В 2018 году телеканал «Дом кино» отметил популярность фильма у молодой аудитории.

## Награды
- 2000 — Приз ФИПРЕССИ (FIPRESCI) на ОРКФ в Сочи «For its humour and for the ironic look on Russian society which allows to overcome tragedies of everyday life and might open doors to the new cinema»[10];
- 2000 — Приз Гильдии киноведов и кинокритиков на ОРКФ в Сочи;
- 2000 — Приз «Золотой овен» «За лучший киносценарий».

## Продолжение фильма
В качестве продолжения в 2000—2001 годах были снят мини-сериал из четырёх серий («ДМБ-002», «ДМБ-003», «ДМБ-004» и «ДМБ: Снова в бою»), распространявшихся на видеокассетах и по телевидению. Этот сериал выходил уже без участия Романа Качанова и с заменой актёров на некоторых ключевых ролях, что отрицательно сказалось на его качестве и не дало даже доли успеха фильма.